# Demiurg
Demiurgul (din greacă δημιουργός, demiourgos, format « demos », cu sensul "om din popor" și « ergos » cu sensul "muncă", însemnând meșteșugar) este creatorul supranatural care a construit și a dat formă lumii fizice, universului. 
În cartea "Timaeus", Platon l-a identificat cu entitatea care a dat lumii forma actuală, folosind materiile preexistente ale haosului.
În gnosticismul primelor secole d.C., demiurgul este privit ca o zeitate inferioară care a creat lumea materială, imperfectă, și care ține de forțele intunericului, intuneric care nu are conotatie malefica.